# Gare de Lussac-les-Châteaux
La gare de Lussac-les-Châteaux est une gare ferroviaire française des lignes de Mignaloux - Nouaillé à Bersac et de Lussac-les-Châteaux à Saint-Saviol, située sur le territoire de la commune de Lussac-les-Châteaux dans le département de la Vienne en région Nouvelle-Aquitaine.
Elle est mise en service en 1867 par la Compagnie du chemin de fer de Paris à Orléans (PO).
C'est une halte de la Société nationale des chemins de fer français (SNCF) du réseau TER Nouvelle-Aquitaine desservie par des trains régionaux. 

## Situation ferroviaire
Établie à 90 mètres d'altitude, la gare de Lussac-les-Châteaux est située au point kilométrique (PK) 377,104 de la ligne de Mignaloux - Nouaillé à Bersac, entre les gares ouvertes de Mignaloux - Nouaillé et de Montmorillon. En direction de Mignaloux - Nouaillé s'intercalent les gares fermées de Civaux, Lhommaizé, Fleuré et Nieuil-l'Espoir et vers Montmorillon la halte fermé de Sillars.
Ancienne gare de bifurcation, elle est également l'origine de la ligne de Lussac-les-Châteaux à Saint-Saviol (fermée).

## Histoire
La gare de Lussac-les-Châteaux est mise en service le 23 décembre 1867 par la Compagnie du chemin de fer de Paris à Orléans (PO), lorsqu'elle ouvre à l'exploitation sa ligne de Poitiers à Limoges. Elle est établie au nord du village.
En 2022, selon les estimations de la SNCF, la fréquentation annuelle de la gare était de 28 000 voyageurs contre 22 309 voyageurs en 2019.

## Service des  voyageurs

### Accueil
Halte SNCF, c'est un point d'arrêt non géré (PANG) à accès libre. Elle est équipée d'un automate pour l'achat de titres de transport TER.

### Desserte
Lussac-les-Châteaux est une halte régionale SNCF du réseau TER Nouvelle-Aquitaine, elle est desservie par des trains TER de la relation Limoges-Bénédictins - Poitiers.

### Intermodalité
Un parking pour les véhicules y est aménagé. 
La gare est desservie par la ligne 301 du Réseau interurbain de la Vienne.